# Norman Wilks
Norman Wilks (* 9. Juni 1885 in Birchington; † 20. November 1944 in Toronto) war ein kanadischer Pianist und Musikpädagoge englischer Herkunft.

## Leben
Wilks sang als Kind im Duke of Newcastle Choir. Er studierte Klavier bei Michael Hambourg und Frederic Lamond und Komposition bei Ebenezer Prout und Joseph Holbrooke. Später studierte er am Brüsseler Konservatorium und war in Deutschland Schüler von Artur Schnabel. 1913–1914 unternahm er eine Nordamerikatournee, bei der er mehrfach mit dem Boston Symphony Orchestra auftrat. Als Soldat im Ersten Weltkrieg wurde er mit dem Military Cross ausgezeichnet.
Nach dem Krieg trat er als Solist in England, Holland, Belgien, Deutschland, der Karibik und in Australien auf. Ab 1928 lebte er in Kanada, wo er sich vorrangig der Musikerziehung widmete. Er unterrichtete am Toronto Conservatory of Music, dessen Leiter als Nachfolger von Ernest MacMillan er 1942 wurde, war Coautor des Lehrbuches The Boris Berlin Musical Kindergarten Piano Method: Guide for Teachers (1940) und war Herausgeber des The Conservatory Sonatina Album (1945), das noch 1983 neu aufgelegt wurde. Zu seinen Schülern zählten Robert Fleming, Patricia Blomfield Holt, Weldon Kilburn, Margaret Parsons und Malcolm Troup.

## Quelle
- Norman Wilks. In:  Encyclopedia of Music in Canada. herausgegeben von The Canadian Encyclopedia (englisch, französisch).

| Personendaten    | Personendaten                         |
| ---------------- | ------------------------------------- |
| NAME             | Wilks, Norman                         |
| KURZBESCHREIBUNG | kanadischer Pianist und Musikpädagoge |
| GEBURTSDATUM     | 9. Juni 1885                          |
| GEBURTSORT       | Birchington                           |
| STERBEDATUM      | 20. November 1944                     |
| STERBEORT        | Toronto                               |